# Zé Castro
José Eduardo Rosa Vale e Castro (* 13. Januar 1983 in Coimbra), genannt Zé Castro, ist ein portugiesischer Fußballspieler, der bei Académica de Coimbra spielt. 

## Spielerkarriere

### Académica Coimbra
Schon mit Anfang 20 war Zé Castro Kapitän beim portugiesischen Erstligisten Académica aus seiner Heimatstadt Coimbra. Im Sommer 2006 lehnte der junge Portugiese einige Top-Offerten aus ganz Europa ab, um bei Atlético Madrid zu unterschreiben.

### Atlético Madrid
Im Sommer 2006 gekommen konnte er in seiner ersten Saison 22 Ligaspiele bestreiten und zwei Tore erzielen. Dies war deutlich mehr als erwartet und vor allem in den Verletzungen seiner Mitspieler begründet. Dennoch konnte er seine Klasse im Trikot der "Colchoneros" unter Beweis stellen.
Für die Saison 2008/09 war er an Atléticos Erstligarivalen Deportivo La Coruña ausgeliehen. Deportivo besaß zudem eine Kaufoption von zwei Millionen Euro, die der Verein am Ende der Leihfrist auch wahrnahm.

### Nationalmannschaft
Zé Castro spielte in zahlreichen Länderspielen für die Jugend-Nationalmannschaften Portugals. In der A-Nationalmannschaft absolvierte er bisher nur ein Freundschaftsspiel gegen Estland.